# Carmelo Russo (calciatore)
Carmelo Russo (Lecce, 18 febbraio 1921 – ...) è stato un calciatore italiano, di ruolo centrocampista.

## Carriera
Nel 1938 debutta in Serie C con il Lecce, giocando con i salentini fino alla seconda guerra mondiale; nel dopoguerra sempre con il Lecce vince il campionato di Serie C 1945-1946 e debutta in Serie B nella stagione 1946-1947, disputando tre campionati cadetti per un totale di 69 presenze ed 1 gol.
Nel 1949 passa al Toma Maglie in Serie C, e successivamente torna a Lecce dove chiude la carriera nel 1954.

## Palmarès

### Club

#### Competizioni nazionali
- Serie C: 1

Lecce: 1942-1943

#### Competizioni regionali
- Promozione: 1

Toma Maglie: 1949-1950